# Enchanted Rock

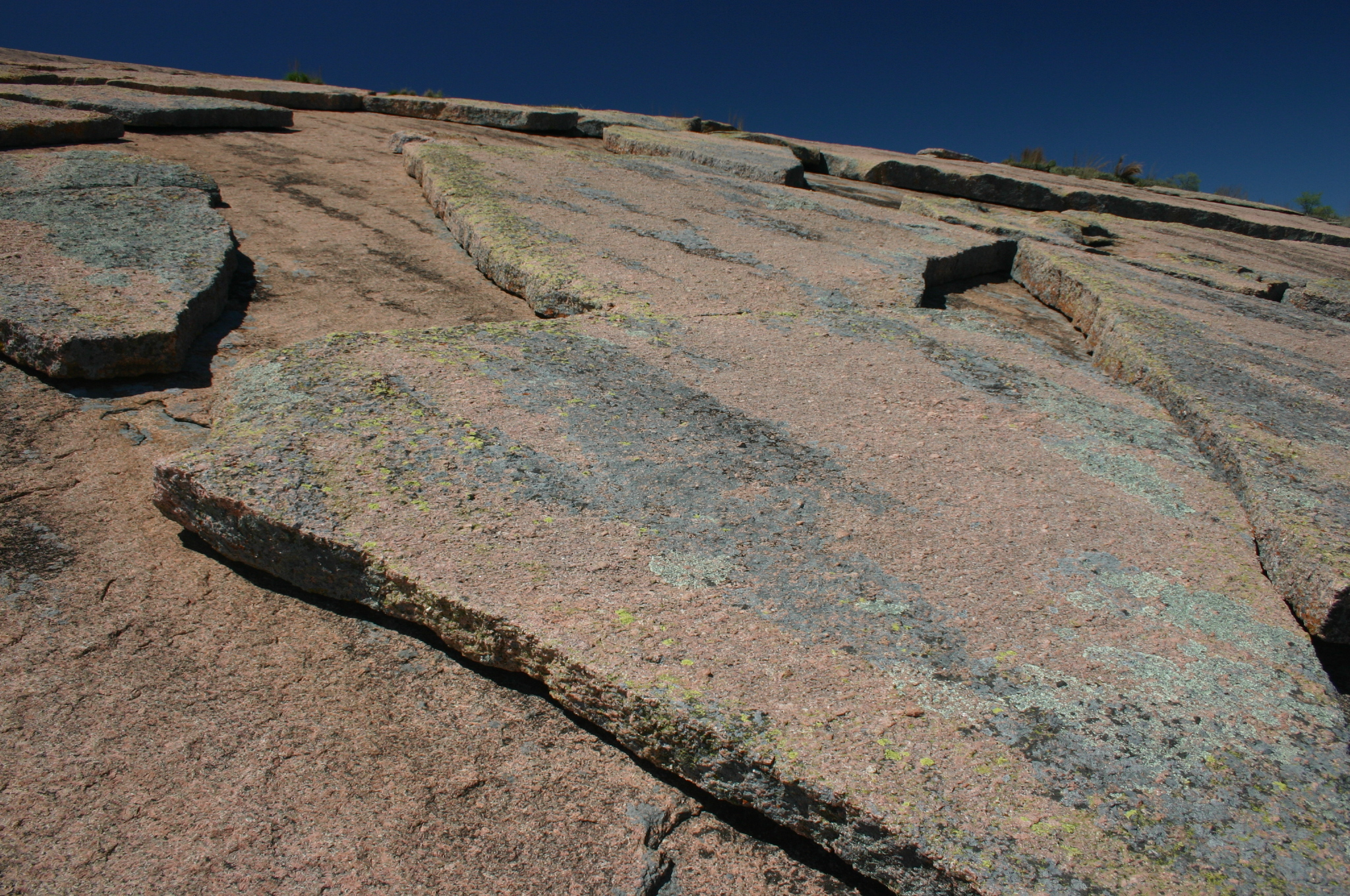
Loslösung der oberen Schichten am Enchanted Rock

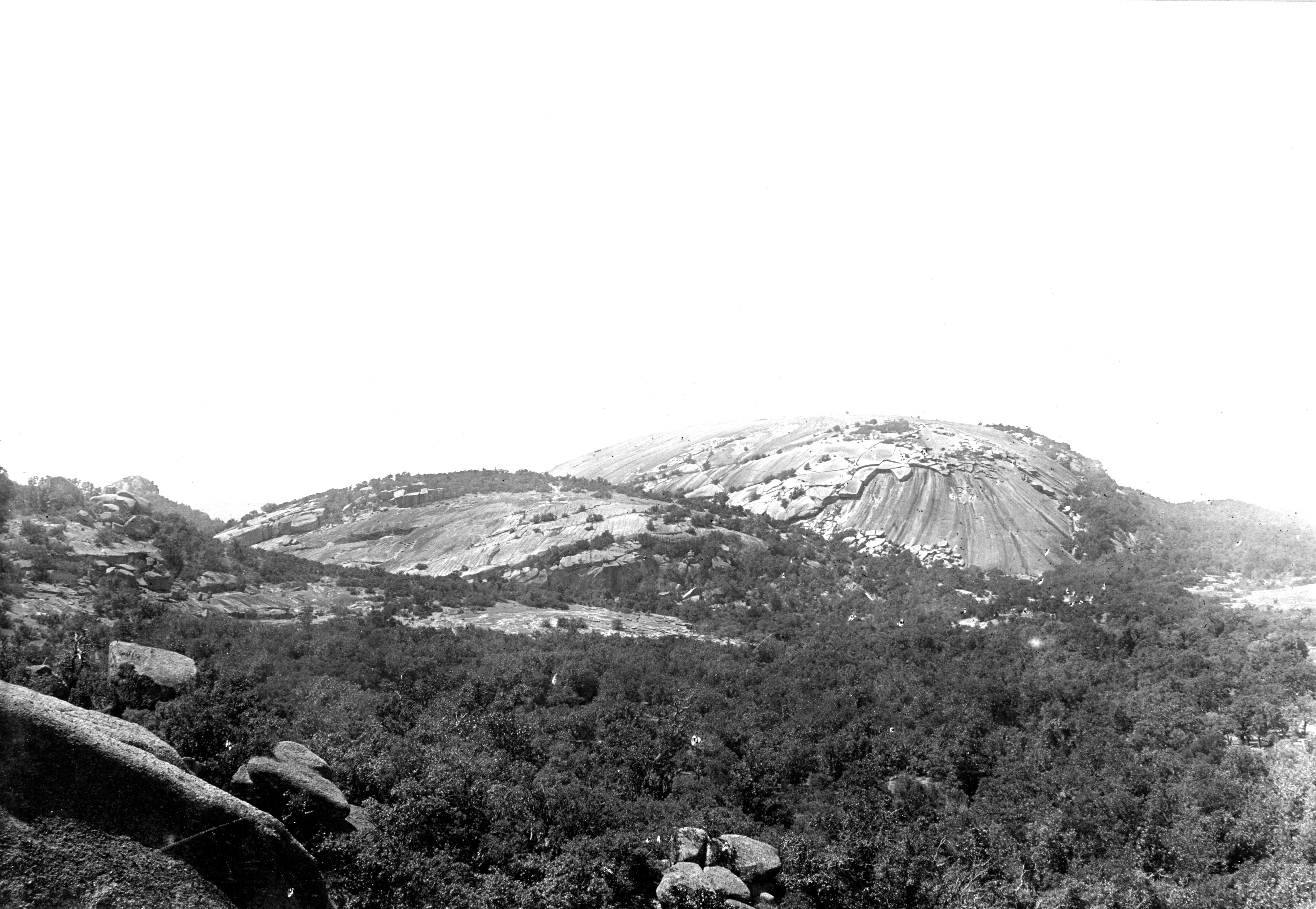
Desquamation um 1912

Enchanted Rock liegt westlich der Interstate 35 an der Ranch Road 965 zwischen Austin und San Antonio 29 km nördlich von Fredericksburg im Gillespie County des US-Bundesstaates Texas. Damit befindet sich der 665 ha große State Park im Nordosten der Hill Country Region auf 556 m über dem Meer. Der namensgebende kuppelförmige Granit-Monolith ragt 130 m aus der Umgebung und bedeckt dabei 259 ha. Der weitaus größere Teil des Batholith ist noch nicht von erodierenden Kräften freigelegt und befindet sich noch unter der Erdoberfläche. Enchanted Rock zählt zu den größten Batholithen des nordamerikanischen Kontinents. Nur der Stone Mountain in Georgia ist größer und schon der Independence Rock in Wyoming ist deutlich kleiner.
Der Name lässt sich auf die Geräusche zurückführen, die bei der Erwärmung und Abkühlung der Gesteinsschichten durch die Sonne entstehen. Dabei entstehen Spannungsrisse und Loslösungen in den oberen Schichten, deren Geräusche von den Tonkawa den Geistern des Steins zugeordnet wurden.
Die ersten Beschreibungen des Gebiets liegen von Spaniern aus der Mitte des 17. Jahrhunderts vor. 
1970 wurde der Enchanted Rock als National Natural Landmark und 1984 im National Register of Historic Places eingetragen.
Der State Park ist zeitweise so stark frequentiert, dass der Besuchereinlass reguliert wird und für weitere Besucher geschlossen wird. Der Enchanted Rock darf nur mit einfachen Mitteln erklettert werden, sofern der Fels dabei nicht beschädigt wird. 
Der nur vereinzelt bewachsene Fels befindet sich umgeben von weiten Eichenwäldern, Mesquite-Grasslands mit Prosopis juliflora und Buchloe dactyloides sowie einer Flussauenlandschaft. Fuchshörnchen, Felsenziesel und Gürteltiere kommen im Park ebenso häufig vor wie Kaninchen, Echsen und die auffälligen Truthahngeier.